# Konrad Rehlinger der Ältere
Konrad Rehlinger, auch Konrad Rehlinger der Ältere (* 1470 in Augsburg; † 22. Januar 1553 oder 1556 ebenda), war ein deutscher Patrizier und Großkaufmann.

## Familie

### Herkunft und Verwandtschaft
Die weitverzweigte Familie Rehlinger gehörte zum ältesten Augsburger Patriziat, den acht „alten Geschlechtern“. Seit dem 14. Jahrhundert behauptete sie ihren Sitz im Stadtregiment. Konrad Rehlinger war das jüngste Kind und der einzige Sohn des Ehepaares Markus oder Marx (* 1429; † 1476 oder 1496) und Anna Rehlinger, geborene Ehem (1436–1500). Markus Rehlingers Eltern waren Konrad Rehlinger (1398–1472) und dessen Ehefrau Dorothea, geborene Wilprecht (1405–1445). Anna Ehem entstammte der Ehe von Thomas (* 25. August 1407 in Augsburg; † 27. Mai 1486 ebenda) und Ursula Ehem, geborene Erdwein (1408–1481). Zum Zeitpunkt von Konrad Rehlingers Geburt lebten bereits seine vier älteren Schwestern Elisabeth, Anna, Felicitas und Afra im Haushalt seiner Eltern.
Konrads älteste Schwester Elisabeth wurde um 1455/58 in Augsburg geboren. Sie heiratete Hans Honold (* 1438 in Augsburg), dem sie sieben Kinder gebar: Anna (* 1470/72), Sebastian (1473–1546), Hans (* 1475 in Augsburg; † 1540 ebenda), Sabina (* 1482; † 27. Januar 1514), Lukas (* 1485), Peter (* 1491; † 31. Januar 1537) und Magdalena (* 1494; † 23. Mai 1559). Sowohl von Elisabeth und Hans Honold, als auch von einigen ihrer Kinder sind die Sterbedaten nicht bekannt. Anna Honold (1520–1552), eine Tochter Peter Honolds, wurde mit Christoph Welser (1517–1593), einem Sohn Bartholomäus V. Welser (1484–1561) vermählt.
Die Zweitälteste Anna Rehlinger (1459–1495) wurde mit Alexius Ridler (* 1453; † nach 1499/1500) verheiratet. Konrads dritte Schwester Felicitas (* 1462) ehelichte Thomas Grander (* 1459; † 27. Februar 1500). Beide Schwestern hatten keine Nachkommen, die das Erwachsenenalter erreichten.
Die jüngste Schwester Afra Rehlinger (* 1467; † 13. Juni 1536) vermählte sich mit Andreas Grander (1460–1531), dem jüngeren Bruder ihres Schwagers Thomas Grander. Afra und Andreas Grander waren die Eltern von drei Töchtern:
- Anna Grander (* 1485 in Augsburg; † 9. März 1544 ebenda) wurde mit Andreas Rehm (* 1479 in Augsburg; † 14. Juni 1537 ebenda) verheiratet. Beide wurden die Eltern von fünf Töchtern und vier Söhnen, die alle ihre Eltern überlebten.
- Felicitas Grander (1493–1537) wurde die Ehefrau von Bartholomäus V. Welser (1484–1561). Das Ehepaar Welser hatte 12 Kinder, darunter Bartholomäus VI. Welser (1512–1546) und Christoph Welser (1517–1593).
- Magdalena Grander (* 1494; † 16. Dezember 1571) vermählte sich mit Christoph I. Pfister (* 1492 in Augsburg; † 10. Mai 1560). Ihr einziges Kind war der 1518 geborene Christoph II. Pfister, der die 1520 geborene Regina Ehem heiratete. Die Sterbedaten des Ehepaares Christoph II. und Regina Pfister sind nicht bekannt.

### Ehen und Kinder
Am 11. Januar oder 11. November 1503 heiratete Konrad Rehlinger seine erste Ehefrau Barbara Walther (* 4. Dezember 1475 in Augsburg; † 6. April 1515 ebenda), Tochter von Hans Walther (1447–1511) und dessen Ehefrau Margaretha, geborene Langenmantel (1450–1487). Aus dieser Ehe entstammten acht Kinder. Der aus Memmingen stammende Maler Bernhard Strigel erstellte 1517 das Gruppenporträt Konrad Rehlinger der Ältere und seine Kinder.

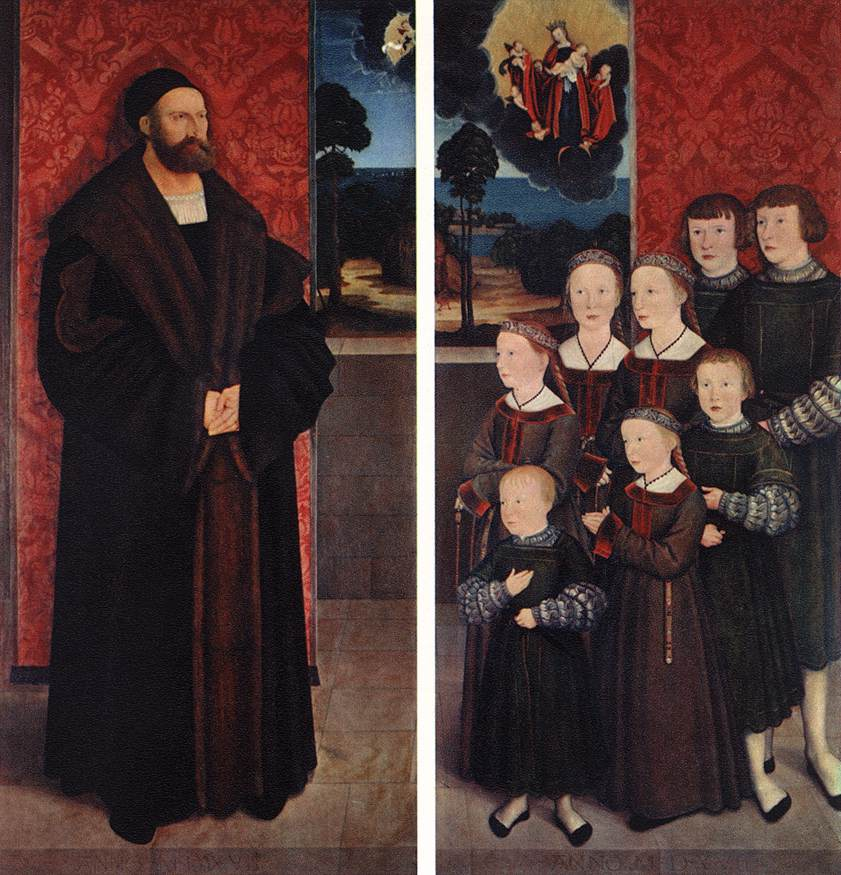
Konrad Rehlinger d. Ä. und seine Kinder (1517), von Bernhard Strigel (Alte Pinakothek, München)

- Marx (Markus) Rehlinger (1505–1532), seit 27. Februar 1526 mit Apollonia Pfister (* 1510; † 16. März 1570) vermählt, mit der er zwei Töchter hatte.
- Konrad Rehlinger der Jüngere (1507–1552) heiratete Barbara Wieland. Das Ehepaar hatte drei Kinder (Georg, Magdalena und Konrad). Konrad der Jüngere sollte zusammen mit seinem Bruder Hieronymus die Handelsgesellschaft seines Vaters fortführen, starb jedoch vor diesem.
- Sabina Rehlinger (1508–1532) wurde am 13. Mai 1527 mit Ulrich Welser (* 22. September 1497 in Augsburg; † 30. Dezember 1575 ebenda) verheiratet. Beide sind die Eltern von Sabina Welser (* 1532; † 1. Dezember 1598 in Memmingen).
- Veronika Rehlinger (1509–1579) vermählte sich am 22. September 1528 mit Leonhard Imhof.
- Magdalena Rehlinger (* 1510 in Augsburg; † 1545 oder 13. Mai 1547 ebenda) ehelichte am 22. April 1532 Christoph von Stetten (* 20. Mai 1506 in Augsburg; † 22. Juli 1556 ebenda).
- Hieronymus Rehlinger der Ältere (* 1511; † 10. März 1581) war Ratsherr in Augsburg. Er heiratete am 16. Mai 1536 Katharina (Apollonia) Haintzel (* 1515; † 25. Juni 1562), mit der er folgende sechs Kinder hatte: Marx, Wilhelm, Hieronymus der Jüngere (* 1538; † 29. März 1581), Markus (* 1539 in Augsburg; † 28. März 1601), David (* 1540; † 27. April 1571) und Konrad (* 1544; † 24. Dezember 1570). Durch die Heirat mit der Tochter des reichen Kaufmanns Peter Haintzel (* 19. Januar 1475; † 29. März 1524) aus der Augsburger Bartholomäus-Welser-Gesellschaft konnte Hieronymus der Ältere sein Vermögen erheblich vergrößern. Er führte seine Handelsgeschäfte vorwiegend mit Unternehmen und Kaufleuten aus Antwerpen, Venedig, Frankfurt und Danzig. Außerdem pflegte Hieronymus der Ältere Geschäftsbeziehungen nach Frankreich. Einen Großteil seines Geldes legte er in Immobilien an. Nach dem Tod seines Vaters führte er auch dessen Unternehmungen weiter.
- Apollonia Rehlinger (* 1511/15 in Augsburg; † 31. Dezember 1594 ebenda) wurde am 16. Mai 1536 mit Christoph Manlich (* 1512 in Augsburg; † 27. März 1574 ebenda) verheiratet.
- David Rehlinger (1515–1548) heiratete am 20. Oktober 1544 Barbara Manlich (* 1520; † 1. Oktober 1586 in Augsburg).

Am 18. Februar 1526 heiratete Konrad Rehlinger seine zweite Frau Sibylla Fugger, geborene Artzt (1480–1546), Witwe seines langjährigen Geschäftspartners und Freundes Jakob Fugger (1459–1525). Diese Ehe blieb kinderlos. Ob Konrad Rehlinger noch zu Lebzeiten Jakob Fuggers eine sexuelle Beziehung zu seiner späteren Gattin führte, ist nicht gesichert. Möglicherweise waren diese Behauptungen nur Verleumdungen von Raymund Fugger, der 1526 einen erbitterten Erbschaftsstreit mit Sibylla Fugger führte.

## Leben
Im Jahr 1503 gründeten die drei Kaufleute Konrad Rehlinger, Hans Honold und Endress Grander († 1531) eine Handelsgesellschaft, die den Namen Granders trug und ihre Hauptniederlassung in Venedig hatte, von wo aus Grander, Honold und Rehlinger mit Gewürzen, Damast, Brokat, Metallen und Wollstoffen handelten.
Die Handelsgesellschaft beteiligte sich am Reichensteiner Goldbergbau (Bergreichenstein und Unterreichenstein) und am sächsischen Bergbau, über weitere einzelne Geschäfte ist wenig bekannt. Bereits 1508 mietete sich Konrad Rehlinger als Gesellschafter des Handelsverbandes von Endress Grander in den Fondaco dei Tedeschi, der Niederlassung deutscher Kaufleute in Venedig, ein. Im Jahr 1520 kaufte Rehlinger für seine vier unmündigen Söhne eine päpstliche Leibrente, die 1000 Dukaten kostete und mit 14 Prozent aus den Tolfaer Alaungruben verzinst wurde. Damit verbunden war die Übertragung des Titels „Cavaliere de S. Pietro“.
Nachdem 1530 der letzte Vertrag der Handelsgesellschaft erloschen war und Endress Grander im darauffolgenden Jahr verstorben war, konnte Konrad Rehlinger infolge seiner enormen finanziellen Geschäftsgewinne eine eigene Handelsgesellschaft mit einer Niederlassung in Antwerpen gründen. Er übernahm 1535 einen größeren Teil von Kuxen am Idrianer Quecksilber- und Zinnoberbergbau.
Konrad Rehlinger der Ältere war ein streng kaiserlich gesinnter Kaufmann, der Kaiser Maximilian I. und König Ferdinand I. mit Anleihen unterstützte. Wie viele seiner Zeitgenossen befand er sich seit der Einführung der Reformation in einem Gewissenskonflikt zwischen seiner lutherischen Überzeugung und seiner fortbestehenden Kaisertreue.
Von 1521 bis 1522 amtierte Rehlinger als Siegler der Augsburger Stadtverwaltung. In den Jahren von 1526 bis 1538 bekleidete er das Amt des Einnehmers der Stadt. Nach dem Ende des Schmalkaldischen Krieges 1546/47 und der Aufhebung der Augsburger Zunftverfassung wurde Konrad Rehlinger im Jahr 1548 zu einem der fünf Geheimen Räte des „neuen Regiments“ ernannt. Über sein Sterbedatum gibt es verschiedene Überlieferungen, entweder ist er am 22. Januar 1553 oder im Jahr 1556 in Augsburg verstorben. Seine Handelsgesellschaft wurde von seinem Sohn Hieronymus Rehlinger (1511–1581) übernommen.